# Gali Atari
Gali Atari (født d. 29. december 1953) er en israelsk sangerinde, der bedst er kendt internationalt for at vinde Eurovision Song Contest i 1979 med sangen "Halleluja". 